# Saussurea ruoqiangensis
Saussurea ruoqiangensis là một loài thực vật có hoa trong họ Cúc. Loài này được K.M.Shen miêu tả khoa học đầu tiên năm 1998.